# MaNga
maNga — альтернативная рок-группа из Турции. В 2009 году получила награду «Лучший европейский артист по версии MTV», в 2010 году — заняла второе место на конкурсе Евровидение. У себя на родине коллектив получил шуточное прозвище «Турецкий Linkin Park».

## История
Группа была основана в 2001 году в Анкаре, в Турции, когда гитариста Ямура Сарыгюля выгнали из группы, в которой он до этого играл каверы в барах. Несогласие со своими бывшими коллегами по группе пробудили в 22-летнем Ямуре желание создать собственную группу, в которой имели бы место электроника с рок-музыкой, жёстким гитарным рифом и рэп-вокалом. Первым делом он принял в своё детище своего самого близкого университетского друга Орчуна Шекеруста (бас-гитарист). Затем к группе присоединились Озгюр Джан Оней (барабанщик), Эфе Йылмаз (диджей) и Ферман Акгюль (вокал), но через некоторое время Орчун Шекеруст покинул группу, а на его место Ферманом (вокал) был приглашен Джем Бахтияр, ныне бас-гитарист в группе. В 2001 году в конкурсе «Sing Your Song» заняли второе место с их первой песней «Kal Yanımda».
Их желание записать свой альбом осуществилось в 2004 году благодаря Sony Music. Альбом, озаглавленный просто maNga, завоевал статус «золотого». maNga работали вместе с такими известными исполнителями, как Корай Джандемир (Карго), Гёксель и ВЕГА. Участники группы сами пишут песни, первый их сингл, «Bir Kadın Çizeceksin», появился в саундтреке игры FIFA 2006, а в 2006 году вышел обновленный альбом maNga+, в которую помимо привычных песен, добавили композицию "Kandırma Kendini" и кавер-версию "Raptiye Rap Rap" Джема Караджи.
Более 50 газет и журналов, в первую очередь таких как музыкальные журналы BlueJean, Billboard, Yüxexes напечатали более 200 новостей о концертах, альбомах и успехах группы.
После выпуска альбома maNga выходила на сцену многих концертов и фестивалей, как дома, так и за рубежом (Фестиваль Сигет, Турецкий рок-фестиваль Маннхейм, Арена Вембли в Лондоне). Всего группа дала в разных регионах страны более 250 концертов.
maNga принимали участие в международном фестивале «Сигет» в августе 2006 в Будапеште.
Название группы взято от японских комиксов (которые называются манга).

## Участники
Члены группы:

### Ферман
- Имя и фамилия: İbrahim Ferman Akgül
- Рост: 180 см
- Масса: 72 кг
- Инструмент: вокал
- Дата рождения: 25 декабря 1979

Ферман родился в Анкаре. Учился в Анкарском Анатолийском лицее, в 1998 году поступил в университет Гази на факультет архитектуры. Ферман играет на гитаре и был вокалистом нескольких рок-групп. Он присоединился к маНга в 2001 году.
Ферман считается самым хаотичным из всех участников группы. Любит баскетбол, раньше увлекался рисованием, теперь интересуется скейтбордом. Боится темноты. Носит две счастливых цепочки и никогда их не снимает. Любимый напиток — чай. Любимые фильмы — «Шестое чувство» и «12 обезьян».

### Ямур
- Имя и фамилия: Ямур Сарыгюль
- Прозвище: Yamyam (ЯмЯм)
- Рост: 174 см
- Вес: 64 кг
- Инструмент: Электрогитара
- Дата рождения: 26 августа 1979.

Ямур родился в Анталье, но когда ему было два года, его семья переехала в Анкару. Ямур начал заниматься музыкой в школе, учился играть на рояле, на скрипке и на гитаре, потом выбрал электрогитару. Сейчас он учится музыке в Университете Гази. Он получил премию как «Лучший музыкант» в конкурсе «Sing Your Song». Он сочинил большинство песен группы. Своё название группа маНга получила именно с легкой руки Ямура.
Ямура считают самым молчаливым и спокойным из участников группы.
Получил прозвище Yamyam (людоед), так как в детстве любил кусаться.
Любимые напитки: кола и чай.
Любимые цвета: хаки и чёрный.

### Джем
- Имя и фамилия: Cem Bahtiyar
- Инструмент: Бас-гитара (Yamaha TRB-5)
- Рост: 182 см
- Вес: 74 кг
- Дата рождения: 18 января 1979.

Джем родился в городе Денизли. Начал учиться игре на классической гитаре в средней школе. Сейчас учится банковскому делу в Университете Билкент. Перед тем, как присоединиться к группе маНга, работал с певицей Гёксель.
Джем — душа группы и источник энергии.
Помешан на чистоте, любит умных девушек, стратегии, гулять и разглядывать различные места.
Любимая еда: всё мучное и с баклажанами.
Любимая актриса: Мэг Райан.
Любимая группа: Jamiroquai

### Эфе (покинул группу)
- Имя и фамилия: Efe Yılmaz
- Рост: 190 см
- Вес: 85 кг
- Инструмент : вертушки
- дата рождения : 3 октября 1979.

Эфе родился в Анкаре. Он учился информатике в Университете Южной Флориды в США, сейчас учится в Университете города Анталья.
Эфе назвали в честь баскетболиста Эфе Айдана.
В прошлом занимался хоккеем, умеет играть на барабанах.
Очень любит Интернет, смотреть Дискавери, кататься на скейтборде и коньках
Эфе — создатель талисмана группы — Сыпа (Spa) был придуман им в 2004 году, а нарисовал его Каан Дэмирчелик.
Любимая группа: Incubus.
Любимый фильм: Война.
Немного нервный.

### Озгюр
- Имя и фамилия: Özgür Can Öney
- Прозвище: Özo
- Рост: 179 см
- Вес: 66 кг
- Инструмент: барабаны (Pearl elx, Turkish Ziller)
- Дата рождения: 21 июля 1980.

Озгюр родился в городе Анкара, учится астрономии в Университете Анкара и бизнесу в Университете города Анталия. Сейчас учится играть на бас-гитаре, интересуется моделированием. Занимается кикбоксингом уже 8 лет, в 2001 году на молодёжном соревновании по кикбоксингу в Анкаре занял 4 место.
Озгюр — большой любитель поговорить.
Носит очки или линзы, когда ложится спать, одевает спальную шапочку, помнит, что в 3 года повредил себе голову
Составляет «Энциклопедию бесполезной информации».
Любимая группа: Linkin Park
Любимая актриса: Анджелина Джоли.

### СЫПА (SPA)
Это талисман группы, который появляется в каждом их видеоклипе. Он «родился» 24 августа 2004 г. в Стамбуле, его «отец» Эфе, его нарисовал Каан Дэмирчелик.

## Общественная деятельность
Защита прав животных
В феврале 2011 участники группы посетили приют для животных PETA Almanya, сфотографировавшись с собаками для социальной рекламы с призывом:

«Усыновляйте, не покупайте!

В Турции тысячи бездомных собак живут на улицах и в приютах для животных. 

Не покупайте животных в магазинах, берите животных из приюта! 

Чтобы предотвратить страдания еще большего числа животных — пожалуйста, подвергайте своих животных стерилизации.»
Гитарист Yağmur Sarıgül: 

«Пришло время чуткого отношения к своим самым верным друзьям. Люди, когда у них всё хорошо, и о собаках заботятся, в противоположных же случаях они о них забывают. Мы ездим с концертами в Европу, и, насколько можем судить по тем бездомным животным, которых мы видели — Турция — первая по пренебрежительному отношению к бездомным животным. Мы не понимаем мышления людей, покупающих животных в интернет-магазинах, в то время как у них перед домом голодают животные.»
Ядерная энергетика

1 апреля 2011 года на Youtube появилось короткое выступление группы maNga, в котором они заявляют: «Здравствуйте, мы maNga. Мы не хотим АЭС в нашей стране».

Это может относиться к планам строительства первой в Турции АЭС у населенного пункта Akkuyu, намеченным на конец апреля — начало мая 2011.
Советы молодежи

Отвечая на вопрос о советах, которые группа может дать своим последователям, солист Ферман говорит:

«… следует брать от жизни самое лучшее. Кроме того, единственная группа людей, которая сможет изменить ситуацию в сфере политики и социальной ответственности — это студенты университета. Поэтому я советую им быть сознательными и принимать участие в общественной жизни.»

## Влияние
Отвечая на вопрос о том, что стиль и музыку maNga сравнивают с Linkin Park, maNga отвечает:
«Когда мы только начинали выступать, люди, не знали кроме Linkin Park, группы, в которой был бы диджей, поэтому сравнивали. Сравнение не могло вдохновлять, так как когда maNga работала над первыми мелодиями, Linkin Park работал над первым альбомом. Однако со временем и мы полюбили Linkin Park. Есть некоторые вещи у них, которые на нас повлияли. На настоящий момент 2 группы пошли совершенно разными дорогами».
Отвечая на вопрос об оказавших на них влияние фильмах, maNga отвечает:
«В словах наших песен есть цитаты и фрагменты из фильмов, которые в тот период оказали на нас большое влияние и послужили источником вдохновения».

## Награды
В 2009 году они стали лучшим европейским артистом на церемонии MTV Europe Music Awards 2009, оставив позади итальянцев Lost, финнов Deep Insight, польку Doda и русского Диму Билана.
В 2010 году представляли Турцию на конкурсе Евровидение 2010 и заняли 2 место со 170 баллами.

## Дискография

### Альбомы
- 2004 maNga
- 2009 Şehr-i Hüzün
- 2012 e-akustik
- 2014 Işıkları Söndürseler Bile
- 2021 Antroposen 001